# Francesca Torrent
Francesca Torrent Boschdemont  (Agullana, Alt Empordà, 18 d'abril de 1881 - Barcelona, 15 d'abril de 1958) fou una escriptora catalana. Va signar alguna vegada amb el pseudònim Miosotis.

## Biografia
Va néixer al mas Can Genís d'Agullana, en el si d'una família de propietaris rurals. Rebé una completa formació religiosa i moral i més tard es va traslladar a Girona per estudiar Magisteri, encara que no el va exercir mai.
De molt jove, influïda per l'exemple del seu avi patern, el poeta Joaquim Torrent, va començar a publicar poesia i prosa de tema rural i costumista a publicacions com El Correo de Gerona, Lo Geronés, Gent Nova, El Deber i El Tradicionalista. Coincidint amb l'aparició de les primers revistes en català per a dones, Torrent va iniciar les seves col·laboracions per a Or y Grana i Feminal.
Al llarg de la seva carrera va obtenir diversos premis: la novel·la Ànimes pariones (Girona 1910), per exemple, fou guardonada als Jocs Florals de Banyoles. El 1907 es casà amb el propietari rural Jeroni Figa Sala, amb qui tingué 10 fills. La parella, que es traslladà a Banyoles i posteriorment a Girona, va patir dificultats econòmiques a mesura que la família augmentava. Als anys 20 i 30, malgrat les feixugues tasques familiars, Francesca va continuar escrivint tenaçment poemes de circumstàncies per celebrar esdeveniments familiars i publicant amb certa regularitat a diaris i revistes com Avant, Joventut Obrera, El Eco de Gerona i El Nord de Girona, entre d'altres. I també al Setmanari de Banyoles, Marinada, Vida banyolina o Tiempos Críticos.
La posició social i la ideologia conservadora de l'autora entrà en conflicte amb els ideals de la Segona República, cosa que va afectar la seva producció literària, que amb els anys anà prenent un caire cada vegada més religiós. Durant la Guerra Civil, dos fills allistats al Terç de Requetès de la Mare de Déu de Montserrat van morir al front. La tragèdia familiar, seguida per la prohibició de les publicacions en català, va provocar un silenci que no es trencà fins al 1953, quan Torrent va acceptar escriure el pregó de la Festa Major d'Agullana, que inclou quatre estrofes en la seva llengua materna. El 1955 obtingué un premi de la Diputació de Girona al Certamen Marià de Figueres amb l'obra Sonets marians.
Francesca Torrent va morir a Barcelona el 15 d'abril de 1958, deixant cinc filles i dos fills. Restà inèdita una voluminosa obra en prosa i diversos reculls de poesia que són testimoni de la fecunda creativitat de l'autora. Els escrits inèdits es troben dipositats a l'Arxiu Històric Comarcal de Figueres. Amb l'excepció d'un article de Narcís-Jordi Aragó i l'antologia de poesia de dones Les cinc branques (1975), que inclou una biografia i un poema de l'autora, la seva obra gairebé no ha tingut repercussió entre la crítica. La prosa i la poesia de Torrent, majoritàriament de tema rural, costumista i religiós, es va mantenir al marge dels corrents culturals del segle xx, ja que la inspiració principal prové de la Renaixença i de la poesia popular.

## Obra
- Torrent de Figa, Francisca (1910). Ànimes pariones: assaig de novela. Girona: Impremta d'El Norte
- Torrent, Francisca (1955). La Mare de Déu de la Salut d'Empordà. Figueres: Gràfiques Montserrat[3]